# Atelier vapeur de Meiningen

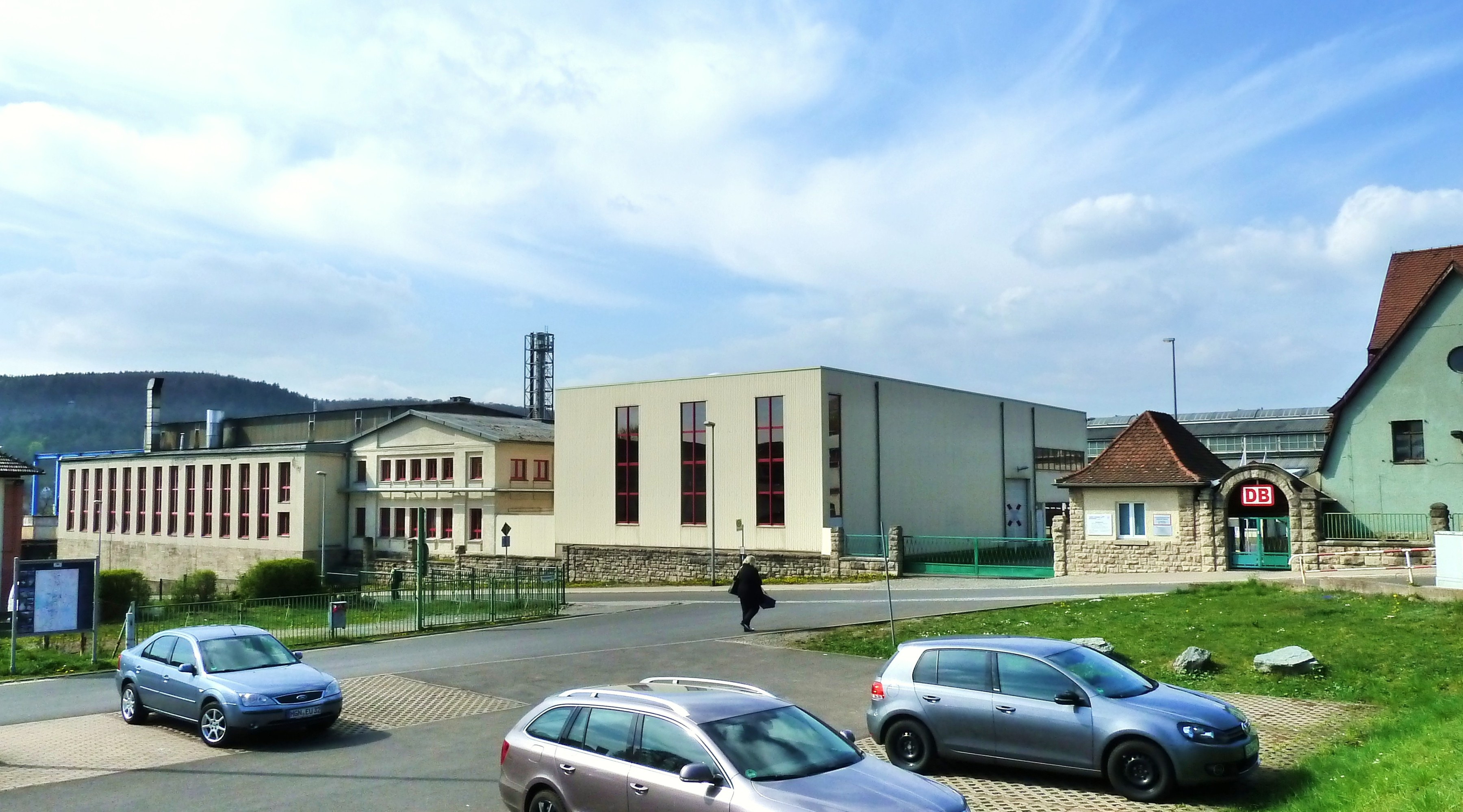
Vue extérieure de l'atelier vapeur de Meiningen.

L'Atelier vapeur de Meiningen (Dampflokwerk Meiningen en allemand) est un atelier de réparation de locomotives de la Deutsche Bundesbahn (les chemins de fer allemands) situé à Meiningen en Thuringe.
La spécialité de l'atelier est la maintenance (voire la reconstruction) de locomotives à vapeur. Outre la collection historique allemande, l'atelier travaille pour le chemins de fer touristiques de la plupart des pays d'Europe.
L'atelier est l'un des derniers à disposer des compétences pour construire des chaudières à vapeur (l'autre étant l'atelier du Train à vapeur des Cévennes). Ainsi, la locomotive britannique type Peppercorn Class A1 "60163 Tornado" du LNER construite entre 1994 et 2008 reçut une chaudière de l'atelier de Meiningen, qui a également procédé au remplacement de la chaudière de la locomotive musée 29.013 de la SNCB.